# 三宅晴輝
三宅 晴輝（みやけ せいき、1896年3月4日 ‐ 1966年9月1日）は、日本の実業家、経済評論家。
兵庫県出身。1919年早稲田大学商科卒。三菱商事をへて1924年東洋経済新報社の記者となり、電力部門を担当、松永安左エ門、小林一三らの知遇を得た。1940年常務理事ののち退社。戦時中、九州の旅館で朝香宮の行状を女中に話したことが刑事に知れ、不敬罪で懲役1年半（執行猶予2年)の判決を受けた。戦後はNHK理事ののち1948年東宝取締役、東宝争議で退社。産経新聞論説委員、NHK放送審議会委員。日本エッセイスト・クラブ賞選考委員。子に英語学者の三宅鴻。

## 著書
- 『新興コンツェルン読本 日窒・森・日曹・理研』日本コンツエルン全書 春秋社 1937
- 『電力コンツェルン読本』日本コンツエルン全書 春秋社 1937
- 『財界太平記』鱒書房 1952
- 『経済天気図』要書房 1953
- 『日本銀行』文藝春秋新社 1953
  - 新編『日本銀行近代史　創設から占領期まで』書肆心水 2024
- 『小林一三伝』東洋書館 日本財界人物伝全集 1954
- 『松永安左エ門』一業一人伝 時事通信社 1961

### 共著編
- 『川西・大原・伊藤・片倉コンツェルン読本』日本コンツェルン全書 木村繁共著 春秋社 1938
- 『三井・三菱・住友』栂井義雄共著 要書房 1953
- 『若い人達に与える財界人の意見』編 潮文社 1957
- 『経営者はこう考える』編 潮文社 1963

## 論文
- Cinii

## 注
1. ↑  日本人名大辞典
2. ↑  20世紀日本人名事典